# Zemborzyce Kościelne
Zemborzyce Kościelne (lub Zemborzyce) – dawniej wieś, od 1974 peryferyjna część miasta Lublina, leżąca w jego południowej części. Rozpościera się w rejonie ulicy Tęczowej. Wraz z Zemborzycami Górnymi tworzy lubelską dzielnicę Zemborzyce.

## Historia
Dawniej samodzielna miejscowość. 1867–70 w gminie Głusk, od 1870 w gminie Zemborzyce w powiecie lubelskim. W okresie międzywojennym miejscowość należała do woj. lubelskim. 1 września 1933 utworzono gromadę Zemborzyce Kościelne (obejmującą wieś Zemborzyce Kościelne, folwark Zemborzyce i leśniczówkę Dąbrowa) w granicach gminy Zemborzyce.
Podczas II wojny światowej Zemborzyce Kościelne włączono do Generalnego Gubernatorstwa (dystrykt lubelski), cały czas w gminie Zemborzyce. W 1943 roku liczba mieszkańców wynosiła 910.
Po II wojnie światowej wojnie Zemborzyce Kościelne należały do powiatu lubelskiego w woj. lubelskim jako jedna z 26 gromad gminy Zemborzyce.
W związku z reorganizacją administracji wiejskiej jesienią 1954, miejscowość weszła w skład nowo utworzonej gromady Zemborzyce, gdzie przetrwała do końca 1972 roku, czyli do kolejnej reformy gminnej.
1 stycznia 1973 Zemborzyce Kościelne weszły w skład reaktywowanej gminy Głusk.
1 października 1974 Zemborzyce Kościelne (909 ha) włączono do Lublina.